# Шорбан (округ)
Шорбан (араб. معتمدية شربان) — округ в Тунісі. Входить до складу вілаєту Махдія. Центр округу — м. Шорбан. Станом на 2004 рік загальна чисельність населення становила 28577 осіб.